# Andrej Myschetzky
Andrej fyrste Myschetzky (født 13. november 1917 i København, død 26. juni 2017, Gentofte) var en dansk psykiater, bror til Warwara Wahl og far til Peter Sand Myschetzky, Anne Myschetzky og Lene Myschetzky.

## Karriere
Myschetzky er søn af det eksilerede russiske fyrstepar Daniel og Vera Myschetzky, født Gotovzoff, voksede op i Hellerup og blev student fra Gammel Hellerup Gymnasium i 1936. Myschetsky blev cand.med. i 1944, fik speciallægeautorisation i intern medicin 1952 og i psykiatri 1955.
Han gennemgik almindelig hospitalsuddannelse 1944-47, var 1. reservelæge ved amtssygehuset i Silkeborg, medicinsk afdeling 1947-51, ved Århus Kommunehospital, neurologisk afdeling 1951-52, neurokirurgisk afdeling 1952 og sindssygehospitalet i Risskov 1952-53, tillige, psykiatrisk assistent i klinik for seksuel og ægteskabelig rådgivning, Århus 1951-53. Myschetzky blev årskandidat ved Bispebjerg Hospital, psykiatrisk afdeling 1953. 2. reservelæge 1953-55. 1. reservelæge 1956-58, tillige psykiatrisk assistent i Mødrehjælpen 1953 og samme organisations familierådgivning 1953-54. Han var assisterende overlæge ved Sct. Hans Hospital 1958-59, assisterende læge og siden ledende psykiater ved Landsforeningen for Mentalhygiejne 1957-60 og psykiatrisk konsulent ved Sundholm 1958-63. Han var assisterende overlæge ved Bispebjerg Hospital, psykiatrisk afdeling fra 1959 og blev overlæge ved samme 1967, hvilket han var til sin pensionering 1986.

## Tillidshverv
Andrej Myschetzky har været psykiatrisk medlem af Københavns Kommunes pensioneringsråd fra 1963, formand for samme fra 1973, medlem af ankenævnet for Invalideforsikringsretten 1966-69, af nævnet for helbredsbedømmelse i tjenestemandssager fra 1970, sekretær i Dansk Psykiatrisk Selskab 1960-63 og medlem af dettes § 14-udvalg 1966-72. Secretair national d'Association Européenne des Centres de Lutte contre les Poisons 1964-71, bestyrelsesmedlem af Internationales Kuratorium zur Fortbildung von Schwestern, Pflegern und Sozialarbeitern in der Nervenheilkunde e. V. München. Han er Ridder af Dannebrog.
Den 9. september 1945 blev han gift med Kerty Dalgaard Sand (født 13. juni 1914 i Faster Sogn), datter af Peder Andreas Sand (død 1946) og hustru Maren født Dalgaard (død 1965). Parret var gift indtil Andrej Myschetzkys død i juni 2017.